# CBU-24
CBU-24 je nevođena avio kasetna bomba i namenjena je za dejstvo po živoj sili i lako oklopljenoj tehnici. Napravljena je u Sjedinjenim Američkim Državama 1950-ih i 1960-ih. Pošto je oružje bez upravljanja, CBU-24 može da nosi i da baci bilo koji avion koji može da nosi standardne "glupe" bombe.
Kasetna bomba CBU-24 sastoji se od kasetnog dispenzera ili lakše za razumevanje kontejnera pod nazivom SUU-30 koji može da ponese 665 komada submunicije ili malih bombica BLU-26 ili BLU-36 fragmentacione. Jednom kada avion izbaci kontejner CBU-24, on se otvara u letu i iz njega izleće pojedinačna podmunicija to jest bombice koje se razbacuju ih po velikom području.
Svaka municija je dizajnirana da detonira i ošteti ili uništi ciljeve eksplozivnim, lii fragmentacionim efektima. Dok većina bombica BLU-26 eksplodira pri udaru o tlo, ipak oni se mogu takođe podesiti i na odloženo dejstvo ili odloženu detonaciju u nekom određenom periodu. BLU-36 podmunicija ima vremenski upaljač to jest ima određeno vremensko kašnjenje detonacije nakon pada na zemlju.
Funkcija vremenskog kašnjenja podmunicije je osmišljena tako da nastavi da onemogućava neprijatelja još neko vreme nakon početnog napada i da spreči čišćenje i operaciju popravke piste i prilasku radi popravke avionima ili vozilima koji su se za vreme napada zatekli na pisti.

## Opis
CBU-24 kasetna bomba napravljena je od zaobljene distributivne jedinice SUU-30 sa blago nagnutim repnim delovima zbog rotacije tokom slobodnog pada. Kaseta sadrži teret od 550-665 rasprskavajućih bombica tipa BLU-26, BLU-36 kao i BLU-63 "GUAVA" veličine teniske loptice.  Svaka bombica sadrži 300 čeličnih strelica. Po svojoj konstrukciji ima oblik avio-bombe, te se tako i odbacuje sa aviona, a namenjena je za dejstvo po nezaštićenoj živoj sili. Kaseta se kompletira tempirnim upaljačem tipa N-809 E52 koji ima vreme tempiranja od 5-90 sek. Sigurnosno vreme prije naoružavanja rakete za brzo aktiviranje obično se postavlja na 4 sekunde, kako bi se omogućilo dovoljno vremena avionu da se udalji u trenutku eksplozije, to jest trenutka otvaranja kasete. Operacija otvaranje kasete se vrši prema jednoj od dve metode, prema tome da li bomba ima vremenski upaljač ili radarsko merenje visine, i zemaljska posada koja naoružava avion unapred odabere kako će bomba da se otvori, vremenskim upaljačem ili će radar da se namesti na kojoj će visini da se otvori kaseta. Visina pada je uglavnom 3.000 stopa protiv trupa na otvorenom. A namena tempiranog vremenskog upaljača je da aktivira barutno punjenje koje otvara kasetu na dva dela, posle čega bombice padaju svaka za sebe i pri udaru o pregradu dejstvuju.
Ove kasete nose lovci-bombarderi, a broj kaseta zavisi od tipa aviona. Osnovu kasete sačinjavaju dve polutke izrađene od legura aluminijuma, ojačane rebrima sa unutrašnje strane. Bombardovanje sa kasetnim avio-bombama tipa CBU-24 moguće je izvoditi sa jednom i više kaseta, kako iz obrušavanja tako i iz horizontalnog leta. Optimalna visina otkačinjanja kasete sa aviona je 1500-750m, a visina otvaranja kasete oko 600 m od zemlje. Ovi uslovi obezbeđuju maksimalan broj eksplozija. Iz jedne kasete bombice se rasturaju u obliku elipse čije su dimenzije prečnika velike ose 400–500 m, a prečnika male ose 200–250 m. Ako se bombarduje pri istim visinskim uslovima sa dve kasete, koje se prazne pojedinačno jedna pa druga, elipsa površine celokupnog udara se udvostručuje.
Avioni koji mogu da ponesu kasetne BLU-26 Guava su: A-7 može da ponese 8 kaseta, F-4 može 4-8 kaseta, F-11 može isto 8 i B-52 može takođe 8.

## Kasetna rasprskavajuća bombica BLU-26/B GUAVA
Bombice tipa GUAVA imaju loptasti oblik (oblik sličan južnom voću NAR). Namenjene su za uništavanje nezaštićene žive sile, kao i za uništavanje neoklopljene vojne opreme i tehnike - aviona, kamiona, radio i radarskih stanica, komandnih položaja itd....
Košuljica, odnosno telo bombice okruglog je oblika prečnika 6,1 cm, ukupne mase 0,45 kg, izrađeno od legure antimona i ispunjeno sa 300 livenih čeličnih kuglica prečnika 6,5 mm. U unutrašnjosti tela nalazi se eksplozivna smeša ciklotoluol mase 88 g, čiji je zadatak da rasprsne telo bombice i da da što veću kinetičku energiju kuglicama. Eksploziju bombice izaziva upaljač udarnog tipa sa trenutnim ili usporenim dejstvom (usporenje od 20 min do 6 h), kao i upaljač vibracionog dejstva.
U grupi kasetnih bombica tipa GUAVA spadaju sledeće potkalibarne rasprskavajuće bombice: BLU-26/B i BLU-63/B.

## Spoljašnje veze
- (језик: енглески) Ovde u ovoj knjizi u tabeli na 132 str. je prikazano koje bombice koristi sistem CBU-24, a koje bombice nosi dispenzer SUU-30 Архивирано на веб-сајту  (29. март 2020)